# Fourth Wing – Flammengeküsst
Fourth Wing – Flammengeküsst (Originaltitel: Fourth Wing) ist ein Fantasyroman der US-amerikanischen Autorin Rebecca Yarros von 2023. Die deutsche Übersetzung von Michaela Kolodziejcok erschien im selben Jahr bei dtv. 2024 erschien eine erste Taschenbuchausgabe, welche exklusive Bonuskapitel enthält. Seit Januar 2025 ist diese Ausgabe auch auf Deutsch erhältlich, wobei die Bonuskapitel von Michelle Gyo übersetzt wurden.
Das Hörbuch wird von Dagmar Bittner und Vincent Fallow gesprochen und ist bei Hörbuch Hamburg erschienen. Es gewann den Lovelybooks Community Award 2023 und war meistgehörtes Hörbuch der Streamingplattform Bookbeat.

## Inhalt
Die 20-jährige Violet Sorrengail ist die jüngste Tochter von General Lilith Sorrengail, der kommandierenden Generalin an dem renommierten War College von Basgiath im Königreich Navarre, wo sich die Studenten für einen der vier militärischen Quadranten entscheiden: Infanterie, Heiler, Schriftgelehrte oder Drachenreiter. Navarre ist von einem Schutzzauber umgeben, der das Königreich vor jeglicher anderen Magie schützt, einschließlich der Angriffe von Greifenfliegern aus dem benachbarten Königreich Poromiel. 
Trotz ihrer jahrelangen Vorbereitung auf die Ausbildung zur Schriftgelehrten wie ihr verstorbener Vater und ihrer vielen körperlichen Schwächen, darunter chronische Schmerzen und zerbrechliche Gelenke, wird Violet von ihrer Mutter gezwungen, dem Drachenreiterquadranten beizutreten. Alle Kadetten im Reiterquadranten müssen tödliche Herausforderungen und einen erbitterten Wettbewerb überstehen, um sich mit einem Drachen zu verbinden, mit dem sie schließlich telepathisch kommunizieren können. Durch diese Verbindung entwickeln die Reiter nach und nach eine magische Siegelkraft. Violets ältere Schwester Mira, eine erfahrene Drachenreiterin, bereitet Violet auf die Gefahren vor, indem sie ihr ein undurchdringliches Korsett aus Drachenschuppen sowie ein Tagebuch mit Ratschlägen zum Überleben im Reiterquadranten schenkt, das ihrem älteren Bruder Brennan gehörte, einem anderen Drachenreiter, der sechs Jahre zuvor bei der tyrrischen Rebellion getötet wurde. Alle Kinder von Rebellen sind mit Tätowierungen versehen, die sie als „Gezeichnete“ kennzeichnen, und werden als eine Form der institutionalisierten Vergeltung zwangsweise dem Reiterquadranten zugewiesen. Mira ermahnt Violet, sich vor den Markierten in Acht zu nehmen, die versuchen werden, sie zu töten, um sich an ihrer Mutter zu rächen, die für die Hinrichtung ihrer Eltern verantwortlich ist. 
Nachdem sie offiziell in den Reiterquadranten eingetreten ist, freundet sich Violet mit Rhiannon Matthias an und entgeht nur knapp einem Mordanschlag von Jack Barlowe, der sie als Belastung für den Quadranten betrachtet. Außerdem lernt sie Xaden Riorson kennen, einen Kadetten im dritten Jahr und Sohn von Fen Riorson, der die tyrrische Rebellion anführte und von Violets Mutter hingerichtet wurde. Im Reiterquadranten trifft sie ihren Jugendfreund und langjährigen Schwarm Dain Aetos wieder, der um ihre Sicherheit besorgt ist und versucht, sie zu überreden, in den Schriftgelehrten-Quadranten zu ziehen. Violet weigert sich und wird schließlich dem vierten Geschwader an der Seite von Rhiannon zugeteilt, mit Xaden als Anführer des Geschwaders. Dain, Kadett im zweiten Jahr, ist ihr Gruppenführer, und Violet erfährt, dass sein geheimgehaltenes Siegel Erinnerungssehen ist. 
Die Kadettenausbildung beginnt, und während Violet aufgrund ihrer intellektuellen Fähigkeiten und ihrer Ausbildung als Schriftgelehrte in den akademischen Fächern glänzt, hat sie beim Sparringsunterricht Probleme und wird von den Markierten ins Visier genommen. Um ihre körperlichen Nachteile auszugleichen, bietet Violet Rhiannon an, sie im Austausch gegen Kampftraining in Geschichte zu unterrichten, und freundet sich mit zwei anderen Kadetten aus ihrer Gruppe an, Ridoc und Sawyer. Mit Hilfe von Brennans Tagebuch findet sie die Identität ihrer Sparringspartner heraus und beginnt, sie zu vergiften, um Verletzungen zu vermeiden. Eines Nachts belauscht Violet auf der Suche nach Zutaten ein geheimes Treffen einer Gruppe von Markierten. Xaden, ein Schattenkämpfer, entdeckt sie und verlangt ihr Schweigen als Gegenleistung für einen zukünftigen Gefallen. Später fordert Xaden Violet zu einem Sparringskampf heraus, versucht aber zu ihrer Überraschung nicht, sie zu töten, sondern weist sie auf die Fehler in ihrer Sparringstechnik hin und sagt ihr, sie müsse lernen zu kämpfen, wenn sie den Reiter-Quadranten überleben wolle. 
Während des Dreschens versucht Jack, einen sehr kleinen und seltenen goldenen Federschwanz wegen seiner vermeintlichen Schwäche zu töten. Violet verhindert das mit Unterstützung des großen schwarzen Drachens namens Tairn, der sich anschließend mit ihr verbindet. Erstaunlicherweise verbindet sich auch der goldene Drache Andarna mit ihr und macht sie zur ersten Reiterin in der Geschichte, die zwei Drachen befehligt. Sie erfährt, dass Tairn der Gefährte von Sgaeyl ist und dass Xaden plötzlich ein unerwartetes Interesse an ihrem Wohlergehen hat, da gepaarte Drachen nicht für längere Zeit getrennt werden können. Sie erfährt auch, dass Tairns früherer Reiter ein Leutnant namens Naolin war, der bei dem Versuch starb, Brennan nach dessen Tod während der Rebellion wiederzubeleben. Dain küsst Violet, die bedauernd feststellt, dass ihre Gefühle für ihn schwächer geworden sind. 
Trotz ihrer verbesserten körperlichen Verfassung hat Violet bei den Flugübungen Mühe, das Gleichgewicht auf Tairn zu halten. Sie ist zunehmend frustriert über Dains Überfürsorglichkeit und beschuldigt ihn, sie für schwach zu halten. Eines Abends wird sie von Tairn geweckt, als sechs ungebundene Kadetten versuchen, sie in ihrem Bett zu töten. Andarna greift ein und friert die Zeit ein, bis Xaden zu ihrer Rettung kommt. Nach dem Attentat heuert Xaden Liam, seinen Pflegebruder, als Violets Leibwächter an. Unter vier Augen treffen sich Violet und Xaden mit ihren Drachen, wo Violet erfährt, dass sie aufgrund ihrer Verbindung mit Tairn telepathisch mit Sgaeyl kommunizieren kann und dass Andarna keine seltene Rasse, sondern ein Jungdrache ist. Nach Wochen des bangen Wartens beginnt Violet endlich, die Kraft von Tairn zu empfangen, aber sie hat noch nicht gelernt, ihre Gefühle vor ihren Drachen zu verbergen. Eines Nachts, angespornt durch Tairns Gefühle für Sgaeyl, wird Violet überwältigt und küsst Xaden. Kurz darauf versucht Jack, Violet während eines Sparringskampfes zu töten, aber sie entkommt knapp. 
Durch den Gewinn des jährlichen Staffelwettbewerb darf Violets Gruppe einen militärischen Außenposten besichtigen. Sie fliegen nach Montserrat, wo Violet wieder mit Mira zusammentrifft und feststellt, dass sie und Xaden dank der Verbindung ihrer Drachen telepathisch kommunizieren können. Ihr Besuch wird durch einen Angriff von Greifenfliegern aus Poromiel unterbrochen. Später rettet Violet Liam während eines Fahneneroberungsspiels vor Jacks tödlichem Angriff, indem sie mit Andarna die Zeit einfriert. Dabei manifestiert sie ihr Blitzschlag-Siegel, mit dem sie Jack tötet. In dieser Nacht geben sie und Xaden ihren Gefühlen füreinander nach und werden intim, aber Violet sagt Xaden später, dass sie keine sexuelle Beziehung haben kann, ohne sich emotional zu binden, und dass sie nur mit ihm schlafen wird, wenn er ebenfalls bereit ist, seine Gefühle zu riskieren. Sie beginnt, ihm persönliche Fragen zu stellen, um ihre Beziehung zu vertiefen. Nachdem sie Xaden und seinen Cousin Bodhi bei der Rückkehr von einem Flug nach der Ausgangssperre gesehen hat, fragt Violet ihn, wohin sie gegangen sind, und er erzählt ihr, dass sie nach Athbeyne, einem militärischen Außenposten außerhalb des Schutzwalls, geflogen sind, nennt ihr aber nicht den Grund für ihren Besuch. 
Am Tag der Wiedervereinigung, an dem die Niederlage der Rebellen und der Triumph der Rebellion gefeiert werden, sucht Violet Xaden auf, der den Tod seines Vaters betrauert. Sie gestehen sich ihre gegenseitige Anziehung und haben Sex. Xaden führt einen Teil der Gruppe, die ausschließlich aus Markierten besteht, und Violet zu einem Außenposten außerhalb des Reiches. Sie treffen auf Greifenflieger und Violet erfährt, dass Xaden sie mit Waffen versorgt hat, die er aus Basgiath geschmuggelt hat. Obwohl sie über seinen Verrat am Boden zerstört ist, erzählt Xaden ihr, dass Poromiel von Veneni angegriffen wird, bösen Kreaturen, die die Magie korrumpieren und von denen Violet glaubte, dass sie nur in Märchen existieren. Er enthüllt, dass die Anführer von Navarre die Wahrheit kennen, sie aber geheim halten, da der Schutzzauber sie vor den Veneni schützt. Die Gruppe erhält ein Schreiben von General Aetos, Dains Vater, in dem er ihr mitteilt, dass sie in eine Falle gelockt wurde und dass die Venini Resson, den Außenposten, auf dem sie sich befinden, angreifen. Violet erkennt, dass Dain ihre Erinnerungen gestohlen hat und dass sie versehentlich private Informationen über Xaden an Dain weitergegeben hat, einschließlich seines Besuchs auf Athbeyne, was General Aetos genug Munition gab, um sie des Verrats zu verdächtigen und sie in eine Falle zu locken.
Trotz der Gefahr beschließen Violet und der Rest der Truppe, den Greifenfliegern gegen den Veneni-Angriff zu helfen. Während es ihnen gelingt, die Stadt zu evakuieren, wird Liams Drache getötet und Liam stirbt in Violets Armen. Violet setzt ihre Blitzfähigkeiten ein, um die verbleibenden Veneni zu töten, und kanalisiert gleichzeitig die Kraft einer schwächelnden Andarna, um die Zeit einzufrieren. Sie wird von einem Veneni schwer verwundet, und Xaden und die Überlebenden suchen Schutz in Aretia, der ehemaligen tyrrischen Hauptstadt, von der man annimmt, dass sie seit der Rebellion verlassen ist. Als Violet nach drei Tagen erwacht, schwört Xaden ihr seine Loyalität und Hingabe, um ihr Vertrauen zurückzugewinnen, doch sie ist skeptisch. Sie ist fassungslos, als Brennan den Raum betritt und ihr offenbart, dass er lebt und Violet in der Revolution willkommen heißt.

## Entstehung und Verkauf
In dem Roman hat Yarros ihre Erkrankung am Ehlers-Danlos-Syndrom und ihre Berührungspunkte mit dem Militär durch den Beruf ihres Mannes als ehemaligen Air-Force-Piloten verarbeitet.
Der Roman wurde durch TikTok berühmt, wo der entsprechende Hashtag über eine Milliarde Aufrufe erlangte. Nach Verlagsangaben wurde das Buch weltweit zwei Millionen Mal verkauft, darunter 600.000 im Vereinigten Königreich und dem Commonwealth of Nations. In über dreißig Sprachen sind Übersetzungen geplant und MGM plant eine Fernsehserie basierend auf dem Buch. Das Buch erzielte den ersten Platz der Spiegel-Bestsellerliste, Kategorie Hardcover Belletristik, sowie der New-York-Times-Bestsellerliste.
Anfang November 2023 erschien auf dem amerikanischen Markt der zweite Band der sogenannten Empyrean-Reihe, die Fortsetzung Iron Flame; die deutsche Übersetzung wurde bereits im Dezember 2023 veröffentlicht.  Am 21. Januar 2025 erschien der dritte Band der Serie, mit dem Namen Onyx Storm.

## Rezeption
Nach Publishers Weekly verbindet Yarros in ihrem Fantasy-Debüt einen Entwicklungsroman mit einer schwarzen anzüglichen Ästhetik. Zudem sei der Aufbau der Welt angenehm und nicht zu überwältigend. Hannah Biedess urteilt, das Worldbuilding gelinge von Anfang an und sorge so für eine fesselnde Atmosphäre. Alana Joli Abbott kommen viele Elemente des Buchs aus vorherigen Werken der Autorin bekannt vor. Dadurch stelle sich für den Leser eine angenehme Vertrautheit ein, die den Leser nicht mehr loslasse.
Hingegen kritisiert Laura Miller, dass das Buch wie Frankensteins Monster aus Versatzstücken unzähliger anderer Romane zusammengesetzt sei, allen voran der schwachen, blassen Protagonistin, die an Bella aus Bis(s) zum Morgengrauen erinnere, oder den erwachsenen bösartigen Autoritäten, die jenen aus den Tributen von Panem entsprächen. Zudem sei das Setting in einem College mehr als abgenutzt.
Bloomberg kritisierte die falsche Verwendung schottisch-gälischer Begriffe im Roman. Dem entgegnete Yarros, dass sie die Fehler für neue Auflagen korrigieren werde. Außerdem wurden Spezialeditionen des Buches kritisiert, die durch ihre Knappheit den Hype um das Buch anfeuern sollten. Diese wurden mit Fast-Fashion verglichen.

## Ausgaben
- Rebecca Yaros: Fourth Wing. Entangled Publishing, Fort Collins 2023, 528 Seiten, ISBN 978-1-64937-404-2.
- Rebecca Yaros: Fourth Wing – Flammengeküsst. Dtv, München 2023, 768 Seiten, ISBN 978-3-423-28340-3. (Gebundenes Buch)
- Rebecca Yaros: Fourth Wing – Flammengeküsst. Dtv, München 2025, 816 Seiten, ISBN 978-3-423-22099-6. (Taschenbuch)